# Pierrepont (Aisne)
Pierrepont è un comune francese di 401 abitanti situato nel dipartimento dell'Aisne della regione dell'Alta Francia.

## Società

### Evoluzione demografica
Abitanti censiti